# Eutrigla gurnardus
Il capone gorno (Eutrigla gurnardus), è un pesce di mare appartenente alla famiglia Triglidae. Il nome commerciale è gallinella o cappone.

## Distribuzione e habitat
Vive nel mar Mediterraneo e nel mar Nero nonché nell'oceano Atlantico a nord fino alla Norvegia. Nei mari italiani non è comune.
Vive su fondi molli a profondità fino a 150 metri.

## Descrizione
Il carattere che consente di determinarlo con certezza è la macchia nera sulla prima dorsale della quale è sempre provvisto. Il muso è simile a quello del capone gallinella. Le pinne pettorali sono corte e di color grigiastro o bruno. La linea laterale è percorsa da una linea chiara da cui si dipartono linee e vermicolature bianche. Il colore di fondo può essere bruno, grigiastro o rossastro.
Non supera i 30 cm.

## Alimentazione
Carnivoro come tutti i Triglidae.

## Pesca
Si pesca casualmente e si consuma solo nella zuppa di pesce.